# ستيفانيا
ستيفانيا (بالإنجليزية: Stephania)‏ هو جنس من النباتات المزهرة (كاسيات البذور) في العائلة البذر قمرية Menispermaceae، موطنه شرق وجنوب آسيا وأستراليا. وهي نباتات متسلقة مُعَمِّرة عُشبية، يصل ارتفاعها إلى قرابة أربعة أمتار، ولها درنة كبيرة. أوراقها مُرتبة بشكل حلزوني على الساق وهي درعية، يوجد أعناق للأوراق متصلة بالقرب من مركز الورقة. اسم ستيفانيا Stephania يأتي من الكلمة اليونانية "a crown والتي تعني تاج"، وذلك إشارة إلى ترتيب السداة على شكل تاج.
يُعد أحد أنواعها المُسمى S. tetrandra، من بين الأعشاب الأساسية الخمسين المستخدمة في الطب الصيني التقليدي، حيث يطلق عليه اسم هان فانغ جي han fang ji (漢防己، " فانغ جي الصيني"). في بعض الأحيان يمكن استبدالها بنباتات أخرى تسمى فانغ جي fang ji. تشمل الأصناف الأخرى البديلة Cocculus thunbergii و C. trulobus و Aristolochia fangchi و Stephania tetrandria و Sinomenium acutum. ومن أبرز تلك الأصناف guang fang ji (廣防己، و "(GuangDong، GuangXi) fang ji"، و Aristolochia fangchi. ونظرًا لسُمية هذه النباتات، فإنها تُستخدم في الطب الصيني التقليدي بحذر شديد فقط.

## الأنواع المختارة
يوجد قرابة 45 نوعًا في جنس ستيفانيا، وهو نبات يعود أُصوله إلى الشرق الأقصى وأستراليا. تشمل الأنواع: 
| - ستيفانيا أبيسينيكا (Quart.-Dill. & A.Rich.) Walp. - ستيفانيا أكوليتا إف إم بيلي - ستيفانيا بانكروفتي إف إم بيلي - ستيفانيا بريفيبس كريب - ستيفانيا كابيتاتا (بلوم) سبرينج. - ستيفانيا سيفالانثا هاياتا - ستيفانيا كوريمبوسا (بلوم) والب. - ستيفانيا كريبرا فورمان - ستيفانيا إليجانس هوك.ف. و تومسون - ستيفانيا غلابرا (روكسب) مييرز - ستيفانيا غلاندوليفيرا مييرز - ستيفانيا جراسيلينتا مييرز - ستيفانيا هيرنانديفوليا (ويلد) والب. - ستيفانيا هيسبيدولا (ياماموتو) ياماموتو - ستيفانيا جابونيكا (ثونب) مييرز | - ستيفانيا كاويساكي جينجيت. & روتشيس - ستيفانيا لونجا لور. - نوع النوع - ستيفانيا ميريلي ديلز - ستيفانيا أوبلاتا كريب - ستيفانيا بابيلوسا كريب - ستيفانيا بييري ديلز - ستيفانيا شبكية فورمان - ستيفانيا روتوندا لور. - ستيفانيا سينيكا ديلز - ستيفانيا سوبيروسا إل إل فورمان - ستيفانيا سوبلتاتا HSLo - ستيفانيا تيتراندرا س. مور - ستيفانيا تومينتيلا فورمان - ستيفانيا توبيروسا فورمان - ستيفانيا فينوسا (بلوم) سبرينج. |

الأنواع الأحفورية
- ستيفانيا باليوسوداميريكانا (ذكره هيريرا وآخرون).

المرادفات
- ستيفانيا إريكتا كريب Stephania erecta (syn. ستيفانيا بييري ديلز Stephania pierrei)

## السُمية

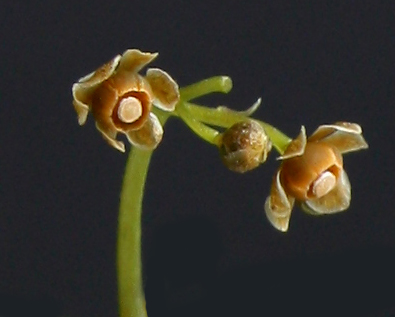
الزهور الأنثوية لستيفانيا ديلافايي

هناك أدلة تشير إلى أن بعض أنواع نباتات ستيفانيا سامة. ومع ذلك، لم يثبت أن الأنواع الأكثر شيوعًا المتوفرة في الولايات المتحدة، مثلستيفانيا تيتراندرا، سامة. يعود الارتباك فيما يتعلق بالسُمية المحتملة لنباتات ستيفانيا تيتراندرا بالكامل إلى شُحنة غير مقصودة من نبات أريستولوشيا فانجشي جرى إرسالها بدلاً منه إلى عيادة بلجيكية في عام 1993. وأمكن تأكيد أنها الدفعة الخاطئة من Aristolochia لاحقًا من خلال التحليل الكيميائي النباتي.

## التحقيق الكيميائي
أُجري التحقيق الكيميائي لنبات ستيفانيا روتوندا لور على نباتات تنمو في فيتنام في عام 2005، وقد ادى ذلك إلى عزل وتوضيح هيكل ثلاثة أشباه قلويات جديدة، وهي 5-هيدروكسي-6،7-ديميثوكسي-3،4-ديهيدرويسوكينولين-1(2H)-one، و ثايكانين 4- O-بيتا-D-جلوكوزيد، بالإضافة إلى (-)-ثايكانين N-أكسيد (4-هيدروكسي كورينوكسيدين)، إلى جانب 23 قلويدًا معروفًا.

## روابط خارجية
- Introduction to Rotundine مقدمة عن روتوندين
- Flora of China: Stephania species list نباتات الصين: قائمة أنواع ستيفانيا
- Flora of Nepal: Stephania species list نباتات نيبال: قائمة أنواع ستيفانيا